# 富蘭克林 (伊利諾伊州)
富蘭克林（英語：Franklin）是位於美國伊利諾伊州摩根縣的一個村落。

## 地理
富蘭克林的座標為39°37′13″N 90°02′50″W / 39.62028°N 90.04722°W，而該地最高點為海拔高度210米（即689英尺）。

## 人口
根據2010年美國人口普查的數據，富蘭克林的面積為1.93平方千米，當中陸地面積為1.93平方千米，而水域面積為0.00平方千米。當地共有人口610人，而人口密度為每平方千米316人。